# Venèla
Venèla (en francès Venelles) és un municipi francès situat al departament de les Boques del Roine i a la regió de Provença – Alps – Costa Blava. L'any 1999 tenia 7.537 habitants.

## Demografia
| Evolució de la població |      |      |      |      |      |      |      |      |
| 1793                    | 1800 | 1806 | 1821 | 1831 | 1836 | 1841 | 1846 | 1851 |
| 796                     | 722  | 800  | 833  | 828  | 740  | 716  | 659  | 753  |

| 1856 | 1861 | 1866 | 1872 | 1876 | 1881 | 1886 | 1891 | 1896 |
| ---- | ---- | ---- | ---- | ---- | ---- | ---- | ---- | ---- |
| 698  | 740  | 709  | 680  | 676  | 612  | 600  | 538  | 539  |

| 1901 | 1906 | 1911 | 1921 | 1926 | 1931 | 1936 | 1946 | 1954 |
| ---- | ---- | ---- | ---- | ---- | ---- | ---- | ---- | ---- |
| 519  | 506  | 511  | 467  | 514  | 512  | 447  | 452  | 531  |

| 1962 | 1968  | 1975  | 1982  | 1990  | 1999  | 2006 | 2011 | 2016 |
| ---- | ----- | ----- | ----- | ----- | ----- | ---- | ---- | ---- |
| 623  | 1 553 | 2 672 | 5 225 | 7 046 | 7 535 | -    | -    | -    |

| 2019 | - | - | - | - | - | - | - | - |
| ---- | - | - | - | - | - | - | - | - |
| -    | - | - | - | - | - | - | - | - |

## Administració
| Període   | Identitat             | Partit        |
| --------- | --------------------- | ------------- |
| 1945-1947 | Alexandre Blanc       |               |
| 1947-1953 | Eugène Fosse          |               |
| 1953-1971 | Marius Trucy          |               |
| 1971-1977 | Robert Dalla-Barratta | Divers droite |
| 1977-1989 | Maurice Daugé         | Divers droite |
| 1989-2001 | Pierre Morbelli       | PS            |
| 2001-     | Jean-Pierre Saez      | UMP           |

## Agermanaments
- Valfabbrica